# 90210 (телесеріал)
«БГ90210» (англ. BH90210) — американський телесеріал, що розповідає про основний акторський склад популярного молодіжного телесеріалу 1990-х «Беверлі-Гіллз, 90210». Прем'єра серіалу відбулася 7 серпня 2019 року на каналі FOX. Перший сезон складається з 6 епізодів.
Це вже шостий серіал у франшизі «90210» після «Беверлі-Гіллз, 90210», «Район Мелроуз», «Агентство моделей», «90210: Нове покоління», «Район Мелроуз» (2009). У листопаді 2019 року FOX оголосили про закриття серіалу після першого сезону.

## Сюжет
На хвилі популярності відродження класичних серіалів — таких як «Твін Пікс» і «Секретні матеріали» — на 30-річний ювілей молодіжного шоу «Беверлі-Гіллз, 90210» його акторський склад вирішує зняти продовження. Між акторами знову виникає хімія, яка призводить до життєвих ситуацій, куди цікавіше, ніж вигадка найталановитіших сценаристів.

## В ролях

### Головний склад
- Габрієль Картеріс — Грає саму себе
- Шеннен Догерті — Грає саму себе
- Дженні Гарт — Грає саму себе
- Брайан Остін Грін — Грає самого себе
- Джейсон Прістлі — Грає самого себе
- Торі Спеллінг — Грає саму себе
- Ян Зірінг — Грає самого себе

### Другорядний склад
- Крістін Еліз — грає саму себе[5].
- Ла Ла Ентоні — Шей, успішна поп-співачка, дружина Брайана Остіна Гріна[6].
- Ванесса Лаше — Каміла, піарниця и дружина Джейсона Прістлі[7].
- Іван Сергій — Нейт, колишній хокеїст і безробітний чоловік Торі Спеллінг[8].
- Тай Вуд — Зак, шанувальник серіалу і Брайана Остіна Гріна, потім став асистентом актора[9].
- Наталі Шарп — Анна, телевізійний сценарист, автор успішного серіалу[10].
- Каріс Камерон — Кайлер Норріс, донька Дженні.
- Брендан Пенні — Ваят Джексон, охоронець Дженні

### Запрошенні зірки
- Керол Поттер — грає саму себе[11].
- Дженна Роузнау — Стейсі, фітнес-гуру і дружина Яна Зірінга[12].
- Еван Родерік — Чаз Брайант
- Бред Бержерон — Меттью
- Дестіні Міллс — Хізер
- Джеймі Волтерс — грає самого себе
- Деніз Річардс — грає саму себе[13].

## Епізоди
| № серії (загалом) | № серії (в сезоні) | Назва серії                           | Режисер(и)               | Сценарист(и)                                   | Оригінальна дата показу | Глядачів США (млн) |
| ----------------- | ------------------ | ------------------------------------- | ------------------------ | ---------------------------------------------- | ----------------------- | ------------------ |
| 1                 | 1                  | «Зустріч» «The Reunion»               | Елізабет Аллен Розенбаум | Майк Чесслер, Кріс Албергіні і Пол Скаріотта   | 7 серпня 2019           | 3.86               |
| 2                 | 2                  | «Задум» «The Pitch»                   | Говард Дойч              | Кейті Уеч                                      | 14 серпня 2019          | 2.52               |
| 3                 | 3                  | «Фотосесія» «The Photo Shoot»         | Джейсон Прістлі          | Джейсон Коффі и Меріган Малерн                 | 21 серпня 2019          | 2.19               |
| 4                 | 4                  | «Читка сценарію» «The Table Read»     | Мелані Мейрон            | Майк Чесслер і Кріс Албергіні                  | 28 серпня 2019          | 1.94               |
| 5                 | 5                  | «Картина прояснюється» «Picture's Up» | Кабір Ахтар              | Майк Чесслер і Кріс Албергіні                  | 4 вересня 2019          | 1.89               |
| 6                 | 6                  | «Довге очікування» «The Long Wait»    | Джина Ламар              | Аарон Фуллертон, Майк Чесслер і Кріс Албергіні | 11 вересня 2019         | 1.90               |